# Carlo Andrea Rana
Pour les articles homonymes, voir Rana.
Carlo Andrea Rana (né le 6 novembre 1715 à Suse et mort le 10 décembre 1804 dans la même ville) est un ingénieur, architecte et mathématicien piémontais. C'est l'architecte de l'église des Saints Michel et Sauveur, à Strambino

## Biographie
Carlo Andrea Rana travaille à la forteresse de Fenestrelle après 1742.

## Publications
- Dell'architettura militare per le Regie Scuole (1756/59)
- L'alfabeto in prospettiva (1760/70)